# Zoran Antić
Zoran Antić (in serbo Зоран Антић?; Gjilan, 3 settembre 1975) è un ex calciatore serbo, di ruolo difensore.

## Caratteristiche tecniche
Era un terzino sinistro.

## Carriera
Dal 1995 al 1998 Antić gioca in patria col Partizan, con la cui maglia vince 2 campionati ed una coppa nazionale. Successivamente si trasferisce ai maltesi dello Sliema Wanderers, con i quali nel campionato 1998-1999 gioca 22 partite; l'anno successivo oltre a vincere la Coppa di Malta gioca invece 28 partite di campionato, segnandovi 2 gol. Va infine a segno altre 2 volte in 30 partite nel campionato 2000-2001, terminato dalla sua squadra al secondo posto in classifica.
Nell'estate del 2001 si trasferisce in Italia, al Campobasso: con il club molisano nella stagione 2001-2002 gioca 26 partite nel campionato di Serie C2. Rimane in Italia anche nei successivi 5 anni: nella stagione 2002-2003 è infatti tesserato dalla Pro Vasto, con la quale realizza una rete in 19 presenze nel campionato di Serie D, categoria nella quale l'anno seguente gioca invece 30 partite senza mai andare in gol. Nella Serie D 2004-2005 veste poi la maglia della Centese, mentre nella stagione 2005-2006 vince il campionato con il Val di Sangro. Nel dicembre del 2006 si accasa invece al Penne, da cui però si trasferisce nel 2007 per andare a concludere la stagione 2006-2007 in patria all'Hajduk Kula, con cui disputa una partita nella prima divisione serba.
Nell'estate del 2007 cambia nuovamente maglia, accasandosi al Borac Čačak: con i biancorossi nella stagione 2007-2008 gioca da titolare nel campionato serbo, in cui segna un gol in 28 presenze; la sua squadra arriva inoltre quarta in classifica, qualificandosi alla successiva edizione della Coppa UEFA, nella quale Antić gioca 4 partite nei turni preliminari e 2 partite nella fase finale della coppa stessa; sempre nella stagione 2008-2009 continua ad essere titolare anche in campionato, dove contribuisce al quinto posto finale della sua squadra giocando 27 partite. Nel campionato 2009-2010 viene impiegato con meno frequenza rispetto al biennio precedente, riuscendo però comunque a totalizzare altre 16 presenze in prima divisione; nella stagione 2010-2011 viene invece ceduto a metà campionato dopo aver giocato 8 partite: passa infatti al Metalac, con cui dal gennaio del 2011 a fine stagione gioca altre 7 partite in campionato, contribuendo alla salvezza della squadra biancazzurra. Nel campionato 2011-2012, nel quale la sua squadra arriva ultima in classifica e retrocede in seconda serie, gioca 18 partite; nel corso della stagione disputa inoltre anche una partita in Coppa di Serbia. Nella stagione 2012-2013 milita infine nella seconda divisione serba con lo Sloboda Cacak.

## Palmarès

### Club

#### Competizioni nazionali
- Campionato jugoslavo: 2

Partizan: 1995-1996, 1996-1997
- Coppa di Jugoslavia: 1

Partizan: 1997-1998
- Coppa di Malta: 1

Sliema Wanderers: 1999-2000
- Serie D: 1

Val di Sangro: 2005-2006